# 경주 백운대 마애불입상
경주 백운대 마애불입상(慶州 白雲臺 磨崖佛立像)은 대한민국 경상북도 경주시 내남면, 마석산 암벽 위에 높이 4.6m에 달하는 커다란 불상이다. 1985년 10월 15일 경상북도의 유형문화재 제206호로 지정되었다.

## 개요
경상북도 경주시 내남면 마석산 암벽 위에 높이 4.6m에 달하는 커다란 불상으로 미완성인 채 조각되었다.
민머리 위에는 크고 둥근 상투 모양의 머리묶음이 있으며, 귀는 길게 늘어져 있다. 무표정한 둥근 얼굴에는 반쯤 뜬 눈, 큰 코, 굳게 다문 입술 등이 뚜렷하게 새겨져 있다. 목에는 3줄로 새겨진 굵은 삼도(三道)가 있으며, 양쪽 어깨에 걸쳐진 옷은 왼쪽 팔목에 3가닥의 층을 이룬 주름만이 있을 뿐 미완성이다. 오른손은 손바닥을 정면으로 하고 손가락을 위로 향하게 했으며, 왼손은 손바닥을 정면으로 한 채 손가락은 모두 아래로 향했다.
살찐 어깨, 가는 허리 등에서는 전체적으로 풍만한 신체를 표현하려고 했음을 알 수 있다. 이유는 알 수 없으나 중도에 포기한 듯하며, 그나마 완성된 얼굴과 신체모습 등에서 통일신라시대 작품임을 알 수 있다.

## 참고 자료
- 백운대마애불입상 - 국가유산청 국가유산포털